# Joo (cantante)
Jung Min-joo (hangul: 정민주; Mapo-gu, Seúl, 11 de octubre de 1990), conocida profesionalmente como Joo, es una cantante y actriz surcoreana. En 2006 fue una de los concursantes en JYP Entertainment's Superstar Survival. Aunque no ganó, fue aceptada como aprendiz en JYP Entertainment. Después de dos años de formación, debutó como solista con el álbum Young Girl en enero de 2008. Sin embargo, volvió a entrenar durante dos años para mejorar sus dotes vocales y de baile. Regresó en enero de 2011 con el lanzamiento de su EP Heartmade.

## Vida personal
Joo nació el 11 de octubre de 1990, en Seúl, Corea del Sur. Pasó su infancia en Indonesia debido al trabajo de su padre. Ella tiene un hermano menor, Jung Il hoon, quien es un miembro de BtoB.

## Carrera
En enero de 2015 su contrato con JYP Entertainment terminó. En abril, se reveló que había firmado un contrato de exclusividad con Woollim Entertainment.
En octubre de 2015, Woollim Entertainment confirmó que estaría de regreso después de cinco años, con la liberación de una balada. Lanzó su sencillos, Cry & Blow, el 2 de noviembre.
Su segundo sencillo digital Late in the Morning fue lanzado el 26 de mayo de 2017. La balada fue compuesta por Lee Junghoon.
El 2 de octubre de 2017 confirmó que esta ría en el reality La Unidad, participando en una grabación para el programa el 1 de octubre, emitida el 28 de octubre.

## Filmografía

### Cine
| Año  | Título             | Papel   | Notas |
| ---- | ------------------ | ------- | ----- |
| 2013 | El Matrimonio Azul | Ah-reum |       |

### Series de televisión
| Año  | Título     | Papel        | Red  | Notas |
| ---- | ---------- | ------------ | ---- | ----- |
| 2011 | Dream High | Jung Ah-jung | KBS2 |       |

### Teatro Musical
| Año       | Título              | Papel      |
| --------- | ------------------- | ---------- |
| 2011-2012 | Youthful March      | Young-shim |
| 2012-2013 | Catch Me If You Can | Brenda     |
| 2014      | Full House          | Han Ji-eun |

### Vídeos musicales
| Año  | Título         | Artista(s)             | Papel      |
| ---- | -------------- | ---------------------- | ---------- |
| 2010 | This Christmas | JYP Nation             | Ella misma |
| 2011 | Bad Guy        | Ella y Chansung de 2PM | Ella misma |

## Premios
| Año  | Premio                  | Categoría                    | Trabajo            | Resultado |
| ---- | ----------------------- | ---------------------------- | ------------------ | --------- |
| 2008 | Mnet Asian Music Awards | Mejor Nuevo Artista Femenina | "Because of a Man" | Nominada  |